# Toni Tort i Santos
Toni Tort i Santos (* 1962 a Olot) és un pintor català, dibuixant i il·lustrador de llibres. Es defineix a si mateix com "aquell que està enamorat del llapis". La seva especialitat artística són els bons dibuixos, aquarel·les, il·lustracions o natures mortes, principalment amb motius vegetals o animals. Toni Tort viu i treballa al petit poble de Sales de Llierca, prop de la ciutat d'artistes d’Olot.

## Vida i treball
Toni Tort va anar a l'escola primària dels Pares Escolapis d'Olot. Després va fer el batxillerat a l'Institut Montsacopa també a la seva ciutat natal. El seu primer professor de dibuix va ser el pintor olotí Lluís Carbonell, a l'estudi del qual va fer classes particulars. Una segona figura de referència artística era el seu pare, a qui agradava dibuixar-se a si mateix. Del 1984 al 1987, Toni Tort va estudiar a Barcelona al Col·legi d'Arts Aplicades i Oficis "La Llotja" i a l'Escola Massana, les matèries de pintura, elaboració amb argila, esmalt i ceràmica. Va obtenir el títol de pintor de murals.
Durant els seus estudis a Barcelona, va treballar en la restauració d’escales modernistes en pintura mural. En aquesta primera fase artística va crear imatges oníriques i surrealistes amb objectes que, per dir-ho d’alguna manera, volaven a l'espai. De tornada a Olot, la seva ciutat natal, la seva primera tasca va ser il·lustrar el llibre del biòleg Miquel Macias, "Els ocells de la Garrotxa". El 1993 es va convertir en co-il·lustrador de l'obra "Els mamífers de la Garrotxa" de la mateixa editorial i el mateix autor. D’aquesta manera, Toni Tort va crear una col·lecció de gairebé 400 dibuixos científics d’animals, que encara avui tenen un gran interès per a algunes institucions. Ara es va dedicar artísticament a motius com codonys, magranes, verdures, flors, branquetes i fulles. Però també li interessava la representació artística de transparències en objectes de vidre o a la superfície de l’aigua, és a dir, el camp de les composicions fines i fràgils de gran delicadesa. Va utilitzar aquarel·la o altres tècniques aquoses en els dibuixos a llapis perquè es pogués veure la textura del llapis sota la capa cromàtica. Aquestes obres sovint es valoraven com bones composicions de dibuix japonès.
Toni Tort pertany, com  Tavi Algueró,  Àngel Rigall i  Adrià Creus al grup d'artistes olotencs  Cingle Quatre. Des de 1984 participa en gairebé 100 exposicions col·lectives i individuals a Catalunya (Olot, Girona i Barcelona), a França, Itàlia, Alemanya (als anys noranta diverses exposicions amb el grup "Cingle Quarte" a la zona de Stuttgart) i els Estats Units. A més, va participar en esdeveniments i fires com "Artistes per la pau" a Olot o "Pintura Jove" a la 'Sala Parés' de Barcelona.
Toni Tort també és actiu en l'educació artística. Imparteix classes de dibuix i pintura al Centre Cultural d’Olot i imparteix classes d’art a diverses escoles d’educació general d’Olot i voltants.